# Universidad Estatal de Maringá
La Universidad Estatal de Maringá (Universidade Estadual de Maringá, UEM) es una institución pública de enseñanza superior, administrada por el Estado de Paraná (Brasil) Con sede en la ciudad de Maringá, posee campus en las ciudades de Cianorte, Ciudad Gaucha, Goioerê, Ivaiporã y Umuarama, y extensiones en los distritos de Floriano (Maringá) (Centro de Piscicultura) y Iguatemi (Maringá) (Hacienda Experimental) y en la ciudad de Porto Rico (Centro de Investigación en Porto Rico - Nupélia). La institución oferta 63 cursos de Graduación, 85 cursos de especialización, 30 cursos de máster, 17 cursos de doctorado y 2 cursos de posdoctorales. El Campus central, con aproximadamente 100 hectáreas, queda en el centro de Maringá, y tiene una población universitaria de aproximadamente 20.000 personas, entre alumnos, profesores y servidores.

## Historia
Creada por la Ley Estatal n.º 6.034 de 6 de noviembre de 1969, tuvo su reglamentación por el Decreto 18.109 de 28 de enero de 1970, por el que incorporó los siguientes establecimientos de enseñanza superior:
- a) Facultad Estatal de Ciencias Económicas de Maringá
- b) Facultad Estatal de Derecho de Maringá
- c) Facultad de Filosofía, Ciencias y Letras de Maringá (de la Fundación Educacional de Maringá)
- d) Instituto de Ciencias Exactas y Tecnológicas de Maringá (de la Fundación Educacional de Maringá).

Su reconocimiento como universidad se dio por el Decreto Federal 77.583, de 11 de mayo de 1976.

### Acontecimientos
El 14 de diciembre de 2009, el Consejo Universitario de la UEM creó la Universidad Abierta a la Tercera Edad (Unati), órgano suplementario conectado a la Reitoria, con actividades gratuitas destinadas la personas con más de 55 años.
En 2009, la Universidad Estatal de Maringá fue clasificada como la mejor universidad del estado de Paraná, por segundo año consecutivo, según el Ministerio de Educación.
En 2010, la Universidad Estatal de Maringá fue clasificada como la mejor universidad del estado de Paraná por tercer año consecutivo, según el Índice General de Cursos (IGC) del Ministerio de la Educación, con 356 puntos, siendo clasificada como una institución de nivel 4. En 2010 la institución creó 16 nuevos cursos de graduación. En 2012, volvió a ser clasificada como la mejor universidad del estado de Paraná, por cuarto año consecutivo, según lo del Ministerio de la Educación. En 2019, la UEM fue clasificada como la 2ª universidad en un ranking mundial sobre igualdad de género en publicaciones científicas, de las que el 54% de los autores de artículos son mujeres.

## Semestres
La UEM realiza anualmente dos semestres, el Vestibular de Invierno, con pruebas en julio, y de Verano con pruebas en diciembre. También abre vestibulares para los cursos la distancia, en consonancia con su implantación. También son garantizadas la reserva de vacantes para indígenas y el sistema de cotas sociales, que reserva 20% de las vacantes de los cursos de graduación en toda la institución. Además de eso, fue implantado en 2009 el Programa de Evaluación Seriada (PAS). Como en otras instituciones de enseñanza en el país, el alumno es evaluado al final de cada año lectivo de la enseñanza media, dispensando así el vestibular. El vestibular de la UEM es uno de los más difíciles y concursados de Brasil.
En 2019, la UEM aprobó el sistema de cotas raciales para el vestibular, que será implementado a partir del Vestibular de Invierno de 2020.

## Estructura

### Bibliotecas
La Universidad Estatal de Maringá posee la Biblioteca Central Estudiantil con 13.298,03 m² que atiende la mayor parte de los estudiantes de la institución, además de bibliotecas sectoriales, como la Biblioteca Sectorial del Hospital Universitario, que atiende el área médica, y la Biblioteca Sectorial de Nupélia que atiende las área de investigación en Limnologia, Ictiologia y Aquicultura.

### Museos
La institución posee museos abiertos al público, como el Museo Dinámico Interdisciplinar (MUDI) inspirado en el Museo Catavento, y el Museo de la Cuenca del Paraná, un lugar con registros de la memoria y la historia de la población local.

## Galería de imágenes

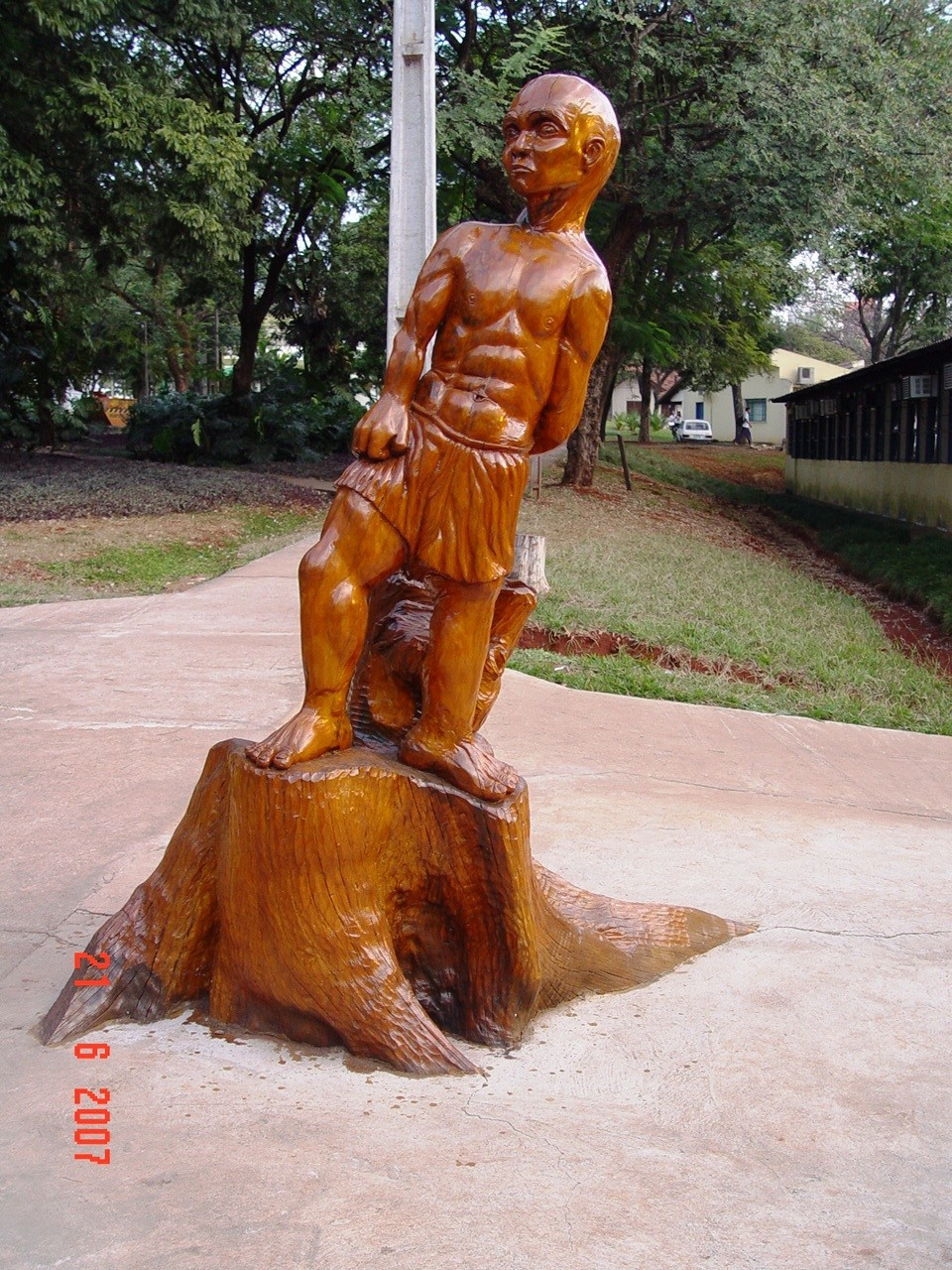
El contemplador, de Monteiro.

En octubre de 2006 el artista Monteiro, concluye una obra muy interesante: una escultura hecha en un tronco de Flamboyant sin que el mismo haya sido retirado del local. La obra intitulada "El contemplador" decora el campus universitario demostrando la capacidad creativa del ser humano. La obra fue una iniciativa de la Pro-Reitoria de Extensión y Cultura con el patrocinio de la Sociedad Éticamente Responsable.
"Como una águila, el contemplador debe elevarse... Pero con sagacidad para el éxito." Monteiro

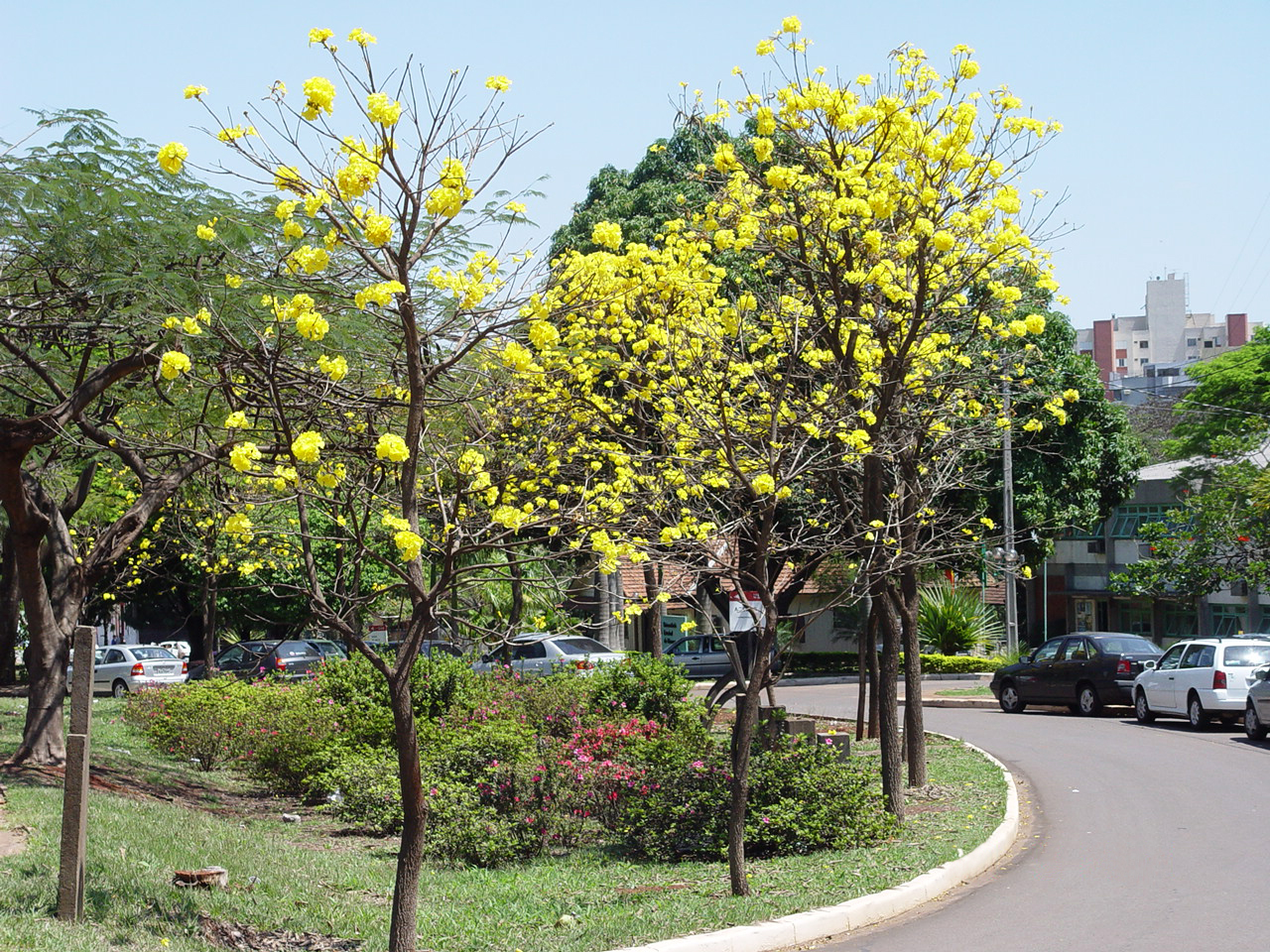
Ipê Amarillo
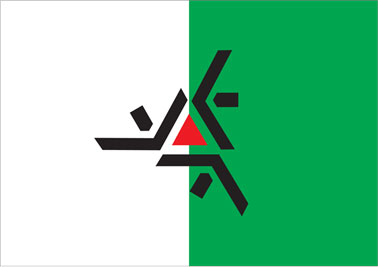
Bandera de la UEM